# Oracle d'Amon
L'oracle d'Ammon a l'oasi de Siwa a Líbia, al nord-oest d'Egipte, fou un oracle del déu Ammó (grec Zeus-Amon) fundat per gent procedent de Tebes (Egipte). La manera en què el déu era representat a Siwa i a Tebes era la mateixa.

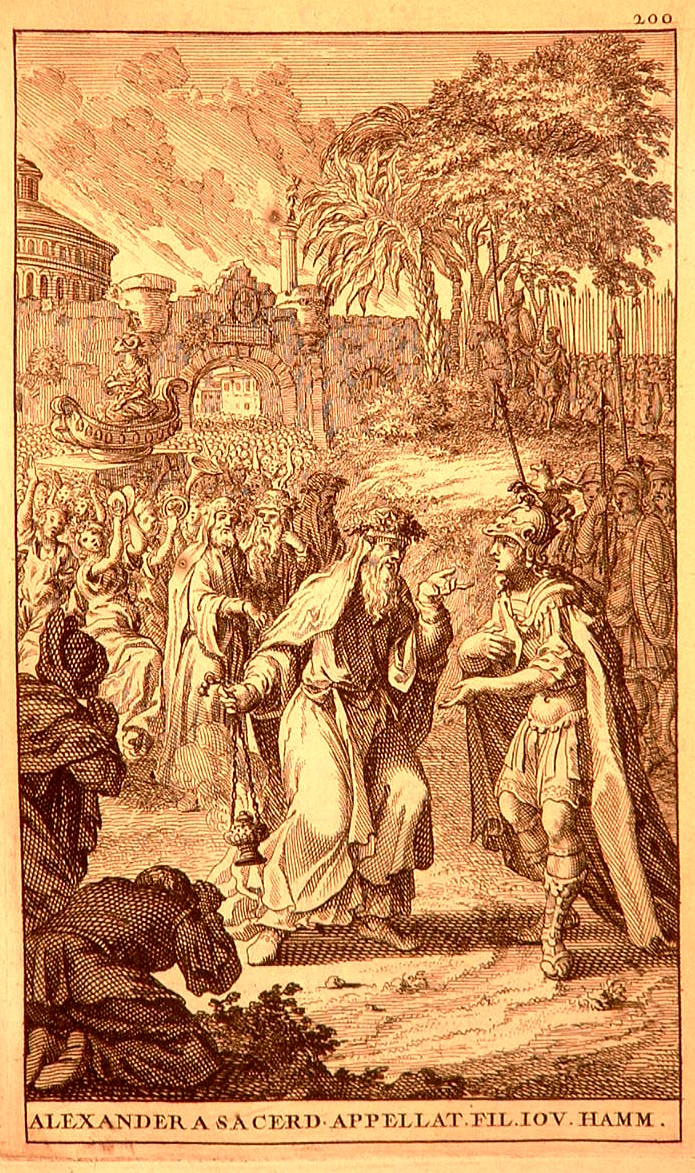
Alexandre Magne a l'oracle d'Amon. Dibuix del 1696

Els grecs de Grècia van conèixer l'oracle mitjançant els grecs de Cirene, i Esparta fou la primera ciutat que s'hi va connectar i van seguir Tebes, Olímpia, Dodona, Elis i d'altres. També els atenencs van enviar-hi algunes consultes. Alguns temples de Zeus Ammó foren erigits en diverses parts de Grècia.
Les revelacions, les donaven unes persones en nombre sembla que bastant gran (fins i tot se'n parla de vuitanta). En temps d'Estrabó l'oracle estava força descuidat i en decadència.